# Rachel Rinast
Rachel Miriam Marcia Free Rinast (* 2. Juni 1991 in Bad Segeberg) ist eine schweizerisch-deutsche Fussballspielerin und Kommentatorin. Sie spielt zumeist als linke Aussenverteidigerin. Für die Schweizer Nationalmannschaft bestritt sie 48 Länderspiele.

## Karriere

### Vereine
Rinast spielte in der Saison 2007/08 für den Zweitligaaufsteiger FFC Oldesloe 2000 und kam dort zu fünf Einsätzen, bei denen ihr ein Tor gelang. Im Sommer 2008 wechselte sie zum Regionalligisten TSV Nahe, mit dem sie im Mai 2009 SHFV-Frauen-Landespokalsieger wurde. Zur Saison 2009/10 schloss sie sich dem Zweitligisten Holstein Kiel an, bei dem sie 17 Ligaspiele absolvierte sowie die beiden abschliessenden Relegationsspiele gegen den FFC Wacker München zum Verbleib in der zweithöchsten Spielklasse im deutschen Frauenfussball. Zur Saison 2010/11 wechselte sie zum Ligakonkurrenten 1. FC Köln, bei dem sie in zwei Jahren in insgesamt 41 Spielen zum Einsatz kam. Im Sommer 2012 wechselte sie zum Bundesligisten SC 07 Bad Neuenahr, mit dem sie am 23. September 2012 in der Bundesliga debütierte. Nach der Insolvenz des SC 07 im Juni 2013 verliess sie den Verein und kehrte zum 1. FC Köln zurück, mit dem ihr nach der Vizemeisterschaft in der Saison 2013/14 ein Jahr später als ungeschlagener Meister der 2. Bundesliga Süd der Aufstieg in die Bundesliga gelang. Nach dem direkten Wiederabstieg Kölns unterzeichnete Rinast zur Saison 2016/17 einen Vertrag bei Bayer 04 Leverkusen.
Nach einer Spielzeit, in der sie mit Bayer Leverkusen aus der Bundesliga abgestiegen ist, wechselte Rinast in die Schweiz zum FC Basel. Von hier aus wechselte sie 2018 zum SC Freiburg. Nach nur fünf Spielen verliess sie auf eigenen Wunsch den SC Freiburg zum Januar 2019. Sie wechselte daraufhin bis Saisonende zum israelischen Club ASA Tel-Aviv FC. Als Grund gab sie an, dass sie sich mit den Strukturen des deutschen Frauenfussballs nicht mehr identifizieren könne. Im Juni 2019 kehrte sie nach dreijähriger Abstinenz zum 1. FC Köln zurück, mit dem sie in der Saison 2021/22 erstmals in der Vereinsgeschichte den Klassenerhalt in der Bundesliga erzielte. Da ihr zum 30. Juni 2022 auslaufender Vertrag nicht verlängert wurde, schloss sich Rinast zur neuen Saison dem Grasshopper Club Zürich an. Nach Ende der Saison gab sie ihren Rücktritt vom Spitzensport bekannt und wechselte am 23. Juni 2023 in die deutsche Regionalliga Nord zum FC St. Pauli.

### Nationalmannschaft
Per Zufall erwähnte Rinast 2014 gegenüber ihrem Berater ihren Schweizer Pass. Der Schweizerische Fussballverband hatte die Verteidigerin bis dahin noch nicht verfolgt. Am 1. März 2015 wurde Rinast von Trainerin Martina Voss-Tecklenburg für den Algarve-Cup erstmals in das Kader der Schweizer Nationalmannschaft berufen und gab dort am 4. März 2015 im ersten Gruppenspiel gegen Island ihr Debüt im Nationaltrikot. Auch bei der Weltmeisterschaft in Kanada im Sommer 2015 gehörte sie zum Schweizer Aufgebot und erreichte mit der Mannschaft den Achtelfinal, wo sie sich jedoch den Gastgeberinnen mit 0:1 geschlagen geben musste. Rinast stand dabei sowohl in den drei Gruppenspielen als auch im Achtelfinal jeweils in der Startformation. Auch bei den Europameisterschaften 2017 und 2022 stand Rinast im Kader der Schweizerinnen. Während der Qualifikation für die Weltmeisterschaft 2023 kam sie regelmässig zum Einsatz. Ende April 2023 gab sie ihren Rücktritt aus dem Nationalteam bekannt. Sie verzichtete damit auf eine Nomination für die Weltmeisterschaften.

## Erfolge
- Meister der 2. Bundesliga Süd 2014/15 und Aufstieg in die Bundesliga mit dem 1. FC Köln
- Meister der 1. Frauenliga Israel 2018/19 mit dem ASA Tel-Aviv FC

## Sonstiges
Rinast hat eine Schweizer Mutter und einen deutschen Vater. Während ihrer Zeit in Köln studierte sie an der Universität zu Köln und der Deutschen Sporthochschule Lehramt mit der Fächerkombination Sport und Germanistik.
2014 war Rinast in dem Song Grau des Rappers Danga Gastsängerin. Zur Europameisterschaft 2017 nahm sie mit ihren National-Mannschaftskolleginnen den Song «United in Red» auf, sie war die Hauptsängerin des Songs. 2020 nahm sie an der Castingshow FameMaker teil, kam aber nicht über die Vorrunde hinaus. Ebenfalls 2020 war sie Teilnehmerin des Talent Awards des Comedyformats NightWash und erreichte den Final. Im Herbst 2020 nahm sie mit den Sängern Joel Ney und Dan O’Clock von dem Duo «Fimm» einen Song auf, um darauf aufmerksam zu machen, dass der Frauenfussball immer noch unter dem Radar stattfindet.
Seit Juni 2021 veröffentlicht Rinast gemeinsam mit dem Sportjournalisten Tobias Holtkamp den Podcast Neues vom Fußball.
Als Expertin und Kommentatorin begleitete sie bei Ran die U-21-Fußball-Europameisterschaft 2023 der Männer. Im Juli 2023 schloss sie sich dem Frauenfussball-Expertenteam des Schweizer Radio und Fernsehens an. Erstmals war sie bei der Weltmeisterschaft 2023 vor Ort in Neuseeland im Einsatz und bildete ein „Kom-Duo“ mit Calvin Stettler.
Rachel Rinast kommentiert seit der Fussballsaison 2024/25 Premier-League-Spiele der Männer live für Sky Sport Deutschland.
Vom SRF wurde sie im Mai 2025 als erste weibliche Fussballkommentatorin der deutschsprachigen Schweiz kommuniziert. Sie war als Kommentatorin bei der Europameisterschaft 2025 im Einsatz und kommentierte wiederum auch im Duo mit Calvin Stettler.
2025 schloss sie den Lehrgang „Management im Profifußball“ von DFB und DFL ab.